# Félix Saborido
Félix Antonio Saborido (General Arenales, Provincia de Buenos Aires; 7 de septiembre de 1938-Buenos Aires, 9 de febrero de 2021) fue un artista gráfico, historietista y humorista argentino, cuya época de esplendor fue la década de 1970. Es recordado por ser uno de los artistas del cómic más versátiles de la argentina y por haber trabajado con galardonados humoristas infantiles como Carlitos Balá o Los Payasos de la Tele. Saborido comenzó a trabajar a los 17 años como ayudante de Arnoldo Franchioni (Francho), y desde entonces nunca dejó de dibujar hasta su fallecimiento.

## Biografía
La trayectoria de Saborido se remonta a 1964, cuando comienza su extensa colaboración en la Editorial Mazzone, que llegaría hasta 1976. En revistas como Afanancio, Capicúa y Piantadino, Saborido crearía unos cuantos personajes, de los cuales el más recordado es Ratamán.
En 1971 se suma al suplemento «El Clan de Mac Perro», que aparecía en la revista Billiken, donde dibuja las historietas de los célebres payasos españoles Gaby, Fofó y Miliki y Milikito. Durante buena parte de los años ´70 trabajó también para la Editorial Cielosur, donde dibujó series emblemáticas como Chifladuras de Carlitos Balá, Travesías de Fitito y La Voz del Rioba (protagonizada por Minguito y el Preso). También fue director de drte del suplemento infantil La Hojita (Editorial Cordura), donde dibujaba los casos de La Pandilla 101, con guiones de Jorge Morhain. Su otra obra emblemática de los ´70 es Gattín y el Equipo, una creación de Jorge Toro con la que Saborido va a dejar una huella imborrable en toda una generación de jóvenes.
En 1978 comenzó a trabajar en series de cómics renderizadas de manera más realista para la editorial italiana Eura Editoriale, aunque muchas de estas obras tenían un carácter satírico y eran parodias de la ficción criminal. Permaneció afiliado a la editorial y sus revistas Skorpio y Lanciostory hasta 2007.
Desde principios de los ´80, Saborido empezó a orientar su trabajo más hacia el público adulto, con historietas que aparecieron en revistas como Tiras de Cuero, Fierro, Puertitas, SuperSexy, Satiricón, Feriado Nacional, y muchas más. En Feriado Nacional, además, apareció el famoso afiche de ¿Dónde está Oesterheld? en el que Félix Saborido imitaba los estilos de todos los dibujantes que colaboraron con Héctor Germán Oesterheld (HGO) a lo largo de su impactante carrera.
También en los ´80, Saborido se insertó en el mercado italiano, para el cual realizaba historietas de aventuras y de humor para adultos y adolescentes, en su mayoría escritas por Carlos Trillo. Algunas de ellas (muy pocas) se publicaron en Argentina. También colaboró con la editorial italiana Tridimensional, donde dibujaba historietas para chicas preadolescentes que aparecían en la revista Winx Club.
Andrés Accorsi, en su nota sobre el fallecimiento de Saborido en Comiqueando Online comenta: "Fue un profesional completísimo, que supo adaptarse, reinventarse, cambiar de estilos, de temáticas y de públicos, sin perder nunca la calidad". No obstante, el propio Félix Saborido en una nota en su ciudad natal de General Arenales comentó que "el estilo de los buenos dibujantes está a la vista, se ve cuadrito a cuadrito; yo los miro, los repaso y, sobre todo busco la gestualidad en los personajes".

El especialista Luis Rosales señalaba que:
Una de sus virtudes como dibujante era la capacidad para emular 'estilos de artistas tan diversos como Chester Gould, Roy Crane, Chic Young o el que se cuadre', un talento que seguramente apreciaron sus editores. Coinciden en ello también otros ojos agudos del sector. Es más, el famoso afiche es un ejemplo excelente de esta infrecuente especialidad: cada personaje de los que pregunta por Oesterheld está ilustrado según las características estilísticas de sus creadores, y el efecto que se genera es notable: parece que decenas de autores reclamaran por uno de los suyos.
Félix Saborido tristemente falleció a los 82 años de edad en la Ciudad de Buenos Aires. Su deceso fue confirmado públicamente por su hijo, Marcelo.